# Vardis Vardinoyannis
Vardis Vardinoyannis (in greco Βαρδής Βαρδινογιάννης?; Retimo, 4 dicembre 1933 – Atene, 12 novembre 2024) è stato un armatore e imprenditore greco, presidente della compagnia petrolifera Motor Oil Hellas.

## Biografia

### Le umili origini
Il padre Gianni e la madre Chrysa erano poveri agricoltori nel villaggio di Episkopi, comune di Lappa della prefettura di Rethymnos. Avevano 8 figli: sei maschi e due femmine. Tutti cominciarono ad aiutare il padre nel lavoro dei campi dalla più tenera età. Era una famiglia molto unita e lo fu anche negli anni a venire.
Vardis Vardinoyannis prese la licenza elementare durante la II guerra mondiale, quando Creta era occupata dai tedeschi. Negli anni del dopoguerra decise di trasferirsi ad Atene dove già si trovava il fratello maggiore Paolo che si era sposato e si interessava di politica militando nelle file della destra e riuscendo anche a stringere amicizia con il politico Sofoklīs Venizelos.
Vardis frequentò una scuola militare e nel 1951 ottenne il diploma di ufficiale. Si sposò con Marianna Mpournaki destinata in seguito a diventare una delle donne più in vista del jet set internazionale. Testimone di nozze fu l'editore Christos Lambrakis.
Dal matrimonio nacquero tre figli. La figlia Christiana ed il figlio Giorgio, noto con lo pseudonimo di Ginker, convolarono a nozze con i rampolli di Goulandris e Nomikou, due note famiglie armatoriali.

### Fondazione della prima azienda del gruppo
Nel 1961, insieme al fratello Nikos, Vardis costituì una società avente per oggetto il rifornimento di carburante a navi commerciali. Negli anni successivi fu comprato un tanker cui fu dato il nome di "Ioanna V", rimasto famoso per aver ripetutamente infranto il blocco economico imposto dall'ONU alla Rhodesia del sud (odierno Zimbabwe), al tempo in cui in quel paese vigevano le leggi razziali di Ian Smith. Il tanker approdava regolarmente al porto di Beira nel Mozambico dove aveva origine l'oleodotto per la Rhodesia del sud, nazione priva di sbocco sul mare. Il denaro piovve a fiumi nelle casse della società e si procedette all'acquisto di nuove navi. La società ottenne un contratto d'esclusiva per il rifornimento delle navi militari della VI flotta americana che operava nel Mar Mediterraneo. A quel tempo risale l'inizio dell'amicizia con la famiglia Kennedy. Fu costruita un'imponente raffineria di petrolio in prossimità del Canale di Corinto per le necessità di rifornimento delle navi da guerra americane. Si comprarono pozzi di petrolio nel Texas. Nel 1973 il fratello Nikos morì. Nel 1986 perì anche il fratello maggiore Paolo. Vardis prese le redini del gruppo cui facevano capo le numerose aziende di famiglia avvalendosi della collaborazione dei fratelli minori Teodoro, Giorgio e Sifis. Una sorella di Vardis, Amalia, aveva sposato il medico cretese Yannis Kefaloyannis, uno dei deputati più in vista del partito di destra Nea Dimokratia. Oggi, (anno 2008), il seggio di deputato al parlamento greco che fu del medico è occupato dal figlio Manolis, nominato ministro della Marina Mercantile nel governo di Kōstas Karamanlīs.

### Ulteriore estensione del gruppo
Negli anni successivi i quattro fratelli continuarono ad estendere il gruppo di famiglia in maniera schiva, tenendosi lontano da flash e rotocalchi, ricercati invece dai colleghi Niarchos e Onassis. Dopo la caduta dell'Unione Sovietica il gruppo si espanse nei nuovi stati indipendenti dell'ex blocco comunista ottenendo appalti per l'apertura di nuove autostrade in Ucraina mentre in Georgia si limitò a comprare edifici nel centro della capitale Tbilisi nell'attesa che la situazione divenisse più tranquilla.

### Bersaglio del terrorismo
Nel novembre del 1990 Vardis Vardinoyannis scampò per un soffio ad un agguato tesogli dal gruppo terroristico 17 novembre. Membri dell'organizzazione lo aspettavano, mitragliatrici in pugno, fuori della sua villa nel lussuoso quartiere di Ekali ad Atene. Ma gli attentatori sbagliarono la mira d'un soffio e si diedero alla fuga.

## Le aziende in patria
In Grecia il gruppo diventò proprietario di diversi grandi alberghi localizzati per lo più a Creta, uno dei quali sta proprio a fianco dell'unica centrale che rifornisce d'energia elettrica l'isola. Anche la centrale è proprietà dei Vardinoyannis. Solo arbusti di oleandro separano lo spazio dedicato all'albergo dallo squallore degli impianti industriali.
Alla famiglia apparteneva la Chios Bank, una banca non grande ma robusta con filiali a Sofia, Bulgaria. Moltissimi gli appalti vinti nel grandioso programma di modernizzazione della Grecia in vista dei Giochi della XXVIII Olimpiade che hanno avuto luogo ad Atene nell'agosto del 2004. Le altre grandi famiglie imprenditoriali di Grecia appaiono alleati dei Vardinogiannis nella spartizione degli appalti di stato, in primis Giorgio Mpompolas e Aristide Alafouzos.
Nemico giurato di Vardis è Socratis Kokkalis, l'unico in grado di contrastarne potenza e cupidigie, evidentemente perché fa leva su amicizie altrettanto importanti oltre Oceano. La rivalità fra i due uomini appare anche dal fatto che il figlio di Vardis, Giannis, è presidente della squadra di calcio Panathīnaïkos mentre Kokkalis presiede l'Olympiakos
I forzieri della famiglia Vardinoyannis si trovano fuori dai confini patrii, in Svizzera e nel principato di Monaco, come si evince dalla composizione del pacchetto azionario della Teletypos, società che controlla il canale privato Mega Channel.
Alla domanda trabocchetto del giornalista Christos Pasalaris se mai avesse pensato di intraprendere attività politica seguendo le orme di Silvio Berlusconi, Vardis Vardinoyannis rispose in modo spontaneo e anche un po' stizzito: "Perché mai dovrei umiliarmi a rivestire il ruolo di usciere, quando adesso mi basta suonare il campanello perché i ministri corrano subito da me."

## L'amicizia con la famiglia Kennedy
Le nozze di Rory Kennedy, figlia di Robert e Ethel Skakel Kennedy con Mark Bailey furono celebrate in Grecia con un fastoso ricevimento nella villa di Vardis Vardinoyannis nel lussuoso quartiere Ekali di Atene. Il matrimonio era stato rinviato dopo la morte del cugino John Fitzgerald Kennedy Jr. e di sua moglie Carolyn Bessette, periti entrambi in un incidente aereo proprio mentre si apprestavano a presenziare al matrimonio di Rory fissato in un primo momento per il 17 luglio 1999 nella località di Hyannis Port nel Massachusetts.
Anche le nozze della sorella maggiore di Rory, Courtney Kennedy, con l'irlandese Paul Hill erano state celebrate nel 1993 sul lussuoso yacht "Varmar" di proprietà di Vardis Vardinoyannis.

### Il fallimento nel settore dei media greci
Il reiterato tentativo della famiglia di acquisire il controllo di qualche media, sia pur piccolino, sul suolo patrio andò sempre incontro a frustrazioni. Questo perché quando i lettori leggevano: "proprietà di Vardinoyanni", evitavano di comprarlo. L'ostilità del pubblico frenò gli appetiti della famiglia nel settore e fece naufragare miseramente diversi progetti fra cui quello di ottenere il controllo della testata Mesimvrini.
Appresa la lezione i quattro fratelli andarono cauti nella realizzazione del grandioso progetto di un nuovo canale privato Mega Channel. Evitarono di apparire come unici proprietari preferendo coinvolgere nel loro ambizioso disegno un pool di editori del calibro di Christos Lambrakis, loro amico personale e Giorgio Mpompolas, conservando per se stessi un pacchetto azionario piccolino. Fu un grande successo. Il canale fu battezzato il "canale degli editori" e cominciò a trasmettere il 1º gennaio 1990 in concomitanza con ANT1, l'altra emittente privata di proprietà dell'armatore Minos Kiriakou.
Non hanno mai trovato conferma invece, voci ricorrenti in base alle quali la famiglia Vardinoyannis fosse il reale proprietario del quotidiano Eleftherotypia diretto da Christos Tegopoulos e che si nascondesse ancora dietro il trasferimento del pacchetto azionario della holding Gruppo Editoriale Lamprakis dalle mani di Christos Lambrakis a quelle di Stavros Psicharis.

## Fonti
- Pagine 633 - 638 del capitolo XXV del libro di Christos Pasalaris dal titolo "I Baroni dei Media". Edizioni "Zarbanos", Atene, 1994.
- Articolo della rivista Time Archiviato il 30 luglio 2020 in Internet Archive. sulla vicenda della nave cargo Ioanna V (in inglese)